# Apurimacia dolichocarpa
Apurimacia dolichocarpa là một loài thực vật có hoa trong họ Đậu. Loài này được (Griseb.) Burkart miêu tả khoa học đầu tiên.